# سانگر (دهانه)
سانگر یک دهانه برخوردی در ماه‌ است.

## دهانه‌های اقماری
این دهانه ۸ دهانه اقماری دارد.
| Saenger | عرض جغرافیایی | طول جغرافیایی | قطر          |
| ------- | ------------- | ------------- | ------------ |
| C       | ۶.۱° N        | ۱۰۳.۹° E      | ۲۰.۰ کیلومتر |
| B       | ۵.۶° N        | ۱۰۳.۱° E      | ۶۴.۰ کیلومتر |
| D       | ۴.۹° N        | ۱۰۳.۰° E      | ۲۳.۰ کیلومتر |
| Q       | ۳.۴° N        | ۱۰۱.۵° E      | ۱۴.۰ کیلومتر |
| P       | ۲.۷° N        | ۱۰۱.۷° E      | ۴۱.۰ کیلومتر |
| R       | ۳.۳° N        | ۱۰۰.۳° E      | ۱۴.۰ کیلومتر |
| V       | ۵.۲° N        | ۱۰۱.۵° E      | ۲۱.۰ کیلومتر |
| X       | ۶.۳° N        | ۱۰۱.۸° E      | ۱۸.۰ کیلومتر |